# سيزار لاتيس
سيزار لاتيس (بالإنجليزية: César Lattes)‏ (و. 1924 – 2005 م) هو عالم نووي، وفيزيائي، وأستاذ جامعي من البرازيل . ولد في كوريتيبا .
توفي في كامبينيس ، عن عمر يناهز 81 عاماً.

## التعليم
تعلم في جامعة ساوباولو

## مناصب وهيئات
أدار جامعة ساوباولو.